# 卡爾布科火山
卡爾布科火山（西班牙語：Volcán Calbuco）是智利的火山，位於該國南部延基韋湖東南面，由湖大區負責管轄，屬於安第斯山脈的一部分，海拔高度2,003米。火山和周边地区处于延基韦国家级自然保护区的保护之内。这是一个非常有爆炸性的安山岩火山，其熔岩通常含有55％至60％二氧化硅(SiO2)。
最近一次喷发是在2015年4月22日，自1972年以来第一次火山喷发。

## 图库

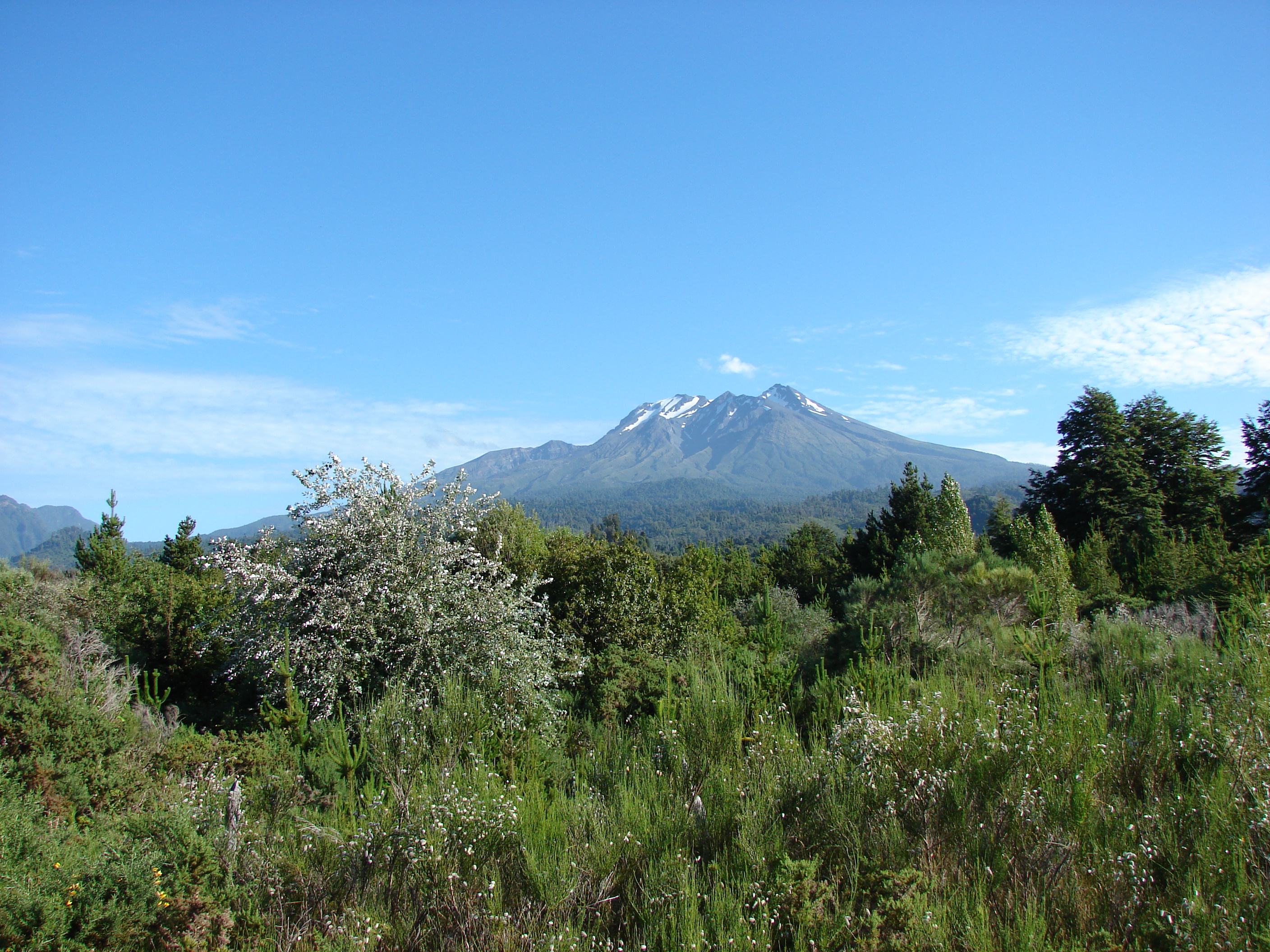
从延基韦湖的湖岸边225号公路看到的卡爾布科火山(2010年2月11日).
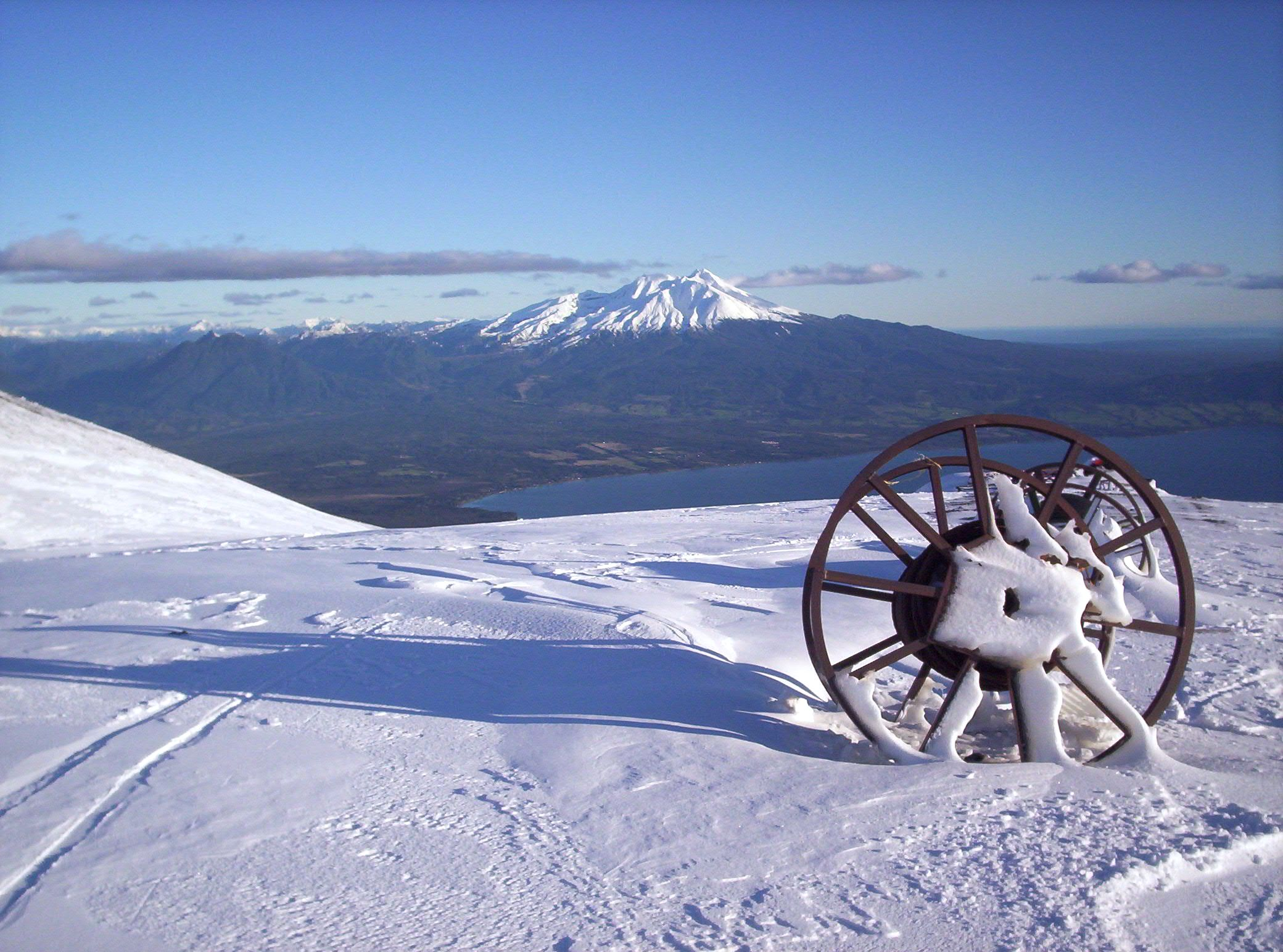
从奥索尔诺火山看（2006年7月28日）。
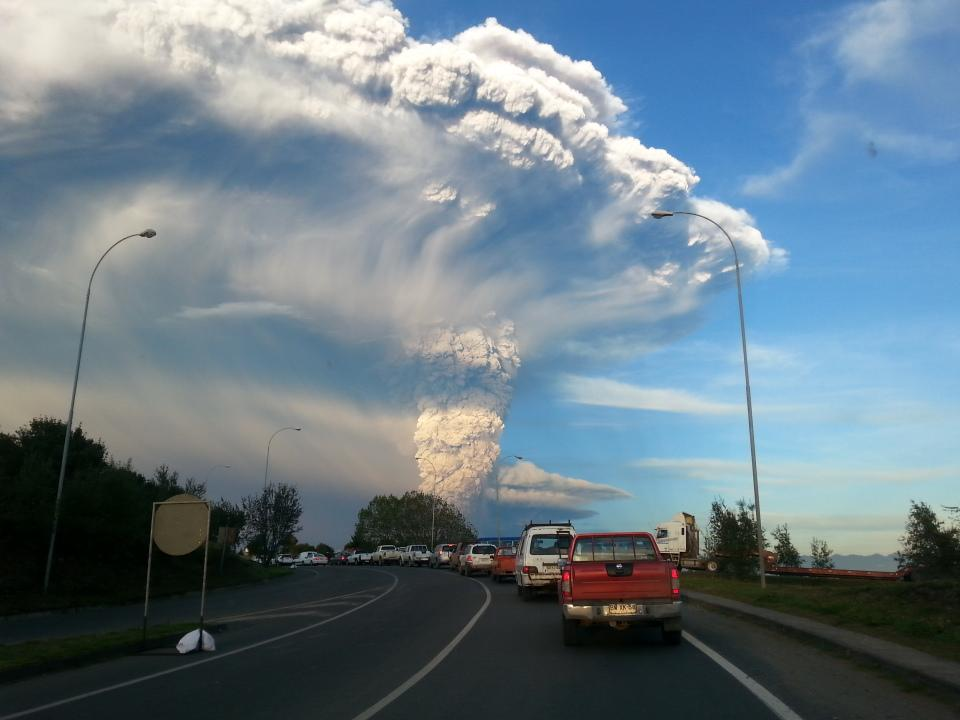
从智利的巴拉斯港看到的卡爾布科火山的喷发柱，2015年4月22日。
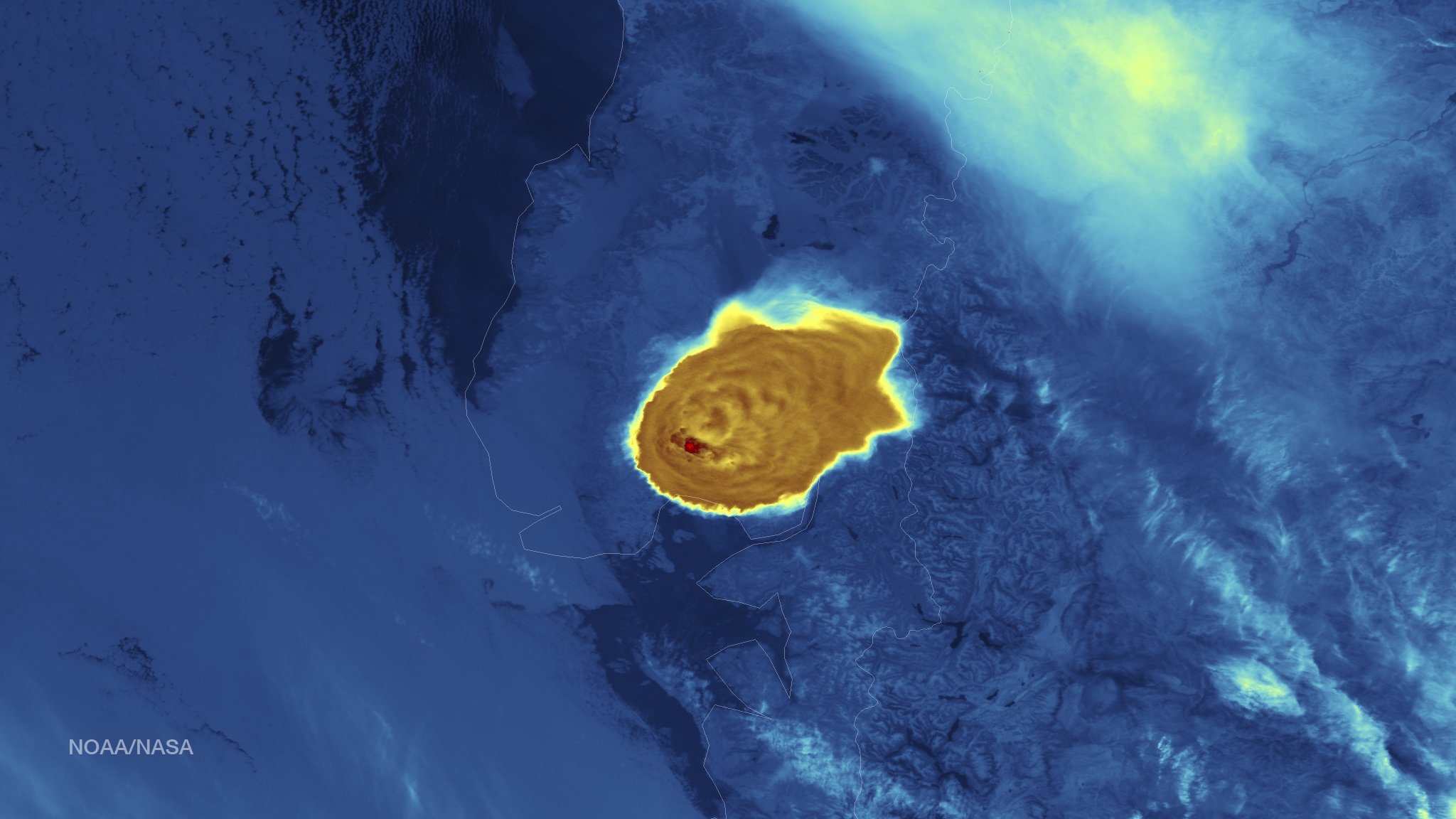
VIIRS（英语：Visible Infrared Imaging Radiometer Suite）拍摄的图片，红外线，2015年4月23日。